# 霍普金斯公園 (伊利諾伊州)
霍普金斯公園（英語：Hopkins Park）是位於美國伊利諾伊州坎卡基縣的一個村落。

## 地理
霍普金斯公園的座標為41°04′21″N 87°36′18″W / 41.07250°N 87.60500°W，而該地海拔高度為205米（即673英尺）。

## 人口
根據2020年美國人口普查的數據，霍普金斯公園的面積為10.71平方千米，全部面積均為陸地。當地共有人口597人，而人口密度為每平方千米55人。